# هيو موفات (سياسي)
هيو موفات (بالإنجليزية: Hugh Moffat)‏ هو سياسي أمريكي، ولد في 1810 في المملكة المتحدة، وتوفي في 6 أغسطس 1884. حزبياً، نشط في الحزب الجمهوري.